# Littérature sur Lancedragon
Voici la liste des romans de la série Lancedragon.
Les romans qui ne sont pas traduits sont aussi inclus. La liste des romans qui ont été publiés en français est inscrite à la fin de l'article.
De 1986 à 1990, ils sont publiés par Carrere, de 1996 à 2007, par Fleuve noir en format poche et en grand format et de 2008 à 2020 par Bragelonne avec le nouveau label Milady. Milady a relancé la saga avec des traductions plus complètes. À compter de 2021, parallèlement, Hachette réédite certains romans, sur abonnement.
A compter de 2022, une nouvelle trilogie est publiée, et devait être traduite directement par Bragelonne, mais seul le premier tome l'a été. L'éditeur n'a pas communique sur ce projet depuis.

## Liste de tous les romans

### Chroniques de Lancedragon

#### Histoire principale
Liste des romans qu'on peut dire classiques dans l'histoire de la Lancedragon, se déroulent durant et après la guerre de la Lance.
Chronologie : de 351 AC à 383 AC.

##### La Trilogie des chroniques de Lancedragon
- 1.01 Dragons d'un crépuscule d'automne, 1996 ((en) Dragons of autumn twilight, 1984) par Margaret Weis et Tracy Hickman
- 1.02 Dragons d'une nuit d'hiver, 1996 ((en) Dragons of winter night, 1985) par Margaret Weis et Tracy Hickman
- 1.03 Dragons d'une aube de printemps, 1996 ((en) Dragons of spring dawning, 1985) par Margaret Weis et Tracy Hickman

##### Les Légendes de Lancedragon
- 1.04 Le Temps des jumeaux, 1996 ((en) Time of the Twins, 1986) par Margaret Weis et Tracy Hickman
- 1.05 La Guerre des jumeaux, 1996 ((en) War of the Twins, 1986) par Margaret Weis et Tracy Hickman
- 1.06 L'Épreuve des jumeaux, 1996 ((en) Test of the Twins, 1986) par Margaret Weis et Tracy Hickman
- 1.07 (en) The Annotated Legends, 2003 par Margaret Weis et Tracy Hickman

##### Chroniques perdues(The Lost Chronicles Trilogy)
- 1.08 Dragons des profondeurs, 2008 ((en) Dragons of the Dwarven Depths, 2006) par Margaret Weis et Tracy Hickman
- 1.09 Dragons des cieux, 2008 ((en) Dragons of the Highlord Skies, 2007) par Margaret Weis et Tracy Hickman
- 1.10 Le Mage aux sabliers, 2010 ((en) Dragons of the Hourglass Mage, 2008) par Margaret Weis et Tracy Hickman

##### Les Nouvelles Chroniques
- 1.11 Deuxième Génération, 1999 ((en) The Second Generation, 1994) par Margaret Weis et Tracy Hickman
- 1.12 Dragons d'une flamme d'été, 2002 ((en) Dragons of Summer Flame, 1995) par Margaret Weis et Tracy Hickman

#### Supplément à l'histoire principale
Soutiennent les romans classiques de la guerre de la Lance. Les anthologies des autres époques sont incluses.
Chronologie : de ~250 AC à 383 AC.

##### (Adventures in Krynn)
- 2.01 (en) Tales of Uncle Trapspringer, 1997 par Dixie Lee McKeone

##### (Anthologies)
- 2.02 (en) The Players of Gilean: Tales from the War of Souls, 2003 présenté par Margaret Weis et Tracy Hickman
- 2.03 (en) Dragons in the Archives: The Best of Weis et Hickman Anthology, 2004 par Margaret Weis et Tracy Hickman

##### La Séquence de la guerre du chaos
- 2.04 Tempête sur Thorbardin, 2002 ((en) The Last Thane, 1998) par Douglas Niles
- 2.05 La Dame en blanc aux yeux de cendres, 2002 ((en) Tears of the Night Sky, 1998) par Linda P. Baker et Nancy Varian Berberick
- 2.06 Le Roi de paille, 2002 ((en) The Puppet King, 1999) par Douglas Niles
- 2.07 (en) Reavers of the Blood Sea, 1999 par Richard A. Knaak
- 2.08 (en) The Siege of Mt. Nevermind, 1999 par Fergus Ryan

##### Histoire classique
- 2.09 Crime à Tarsis, 2001 ((en) Murder in Tarsis, 1996) par Maddox Roberts
- 2.10 (en) Dalamar the Dark, 2000 par Nancy Varian Berberick
- 2.11 (en) The Citadel, 2000 par Richard A. Knaak
- 2.12 (en) The Inheritance, 2001 par Nancy Varian Berberick

##### La Séquence des défenseurs de la magie
- 2.13 La Nuit des trois lunes, 2002 ((en) Night of the Eye, 1994) par Mary Kirchoff
- 2.14 Les Yeux de pierre, 2002 ((en) The Medusa Plague, 1994) par Mary Kirchoff
- 2.15 La Septième Sentinelle, 2002 ((en) The Seventh Sentinel, 1995) par Mary Kirchoff

##### (The Dragon Anthologies)
- 2.16 (en) The Dragons of Krynn, 1994 présenté par Margaret Weis et Tracy Hickman
- 2.17 (en) The Dragons at War, 1996 présenté par Margaret Weis et Tracy Hickman
- 2.18 (en) The Dragons of Chaos, 1998 présenté par Margaret Weis et Tracy Hickman
- 2.19 (en) The Dragons of Time, 2007 présenté par Margaret Weis et Tracy Hickman

##### Les Rencontres de Lancedragon
- 2.20 Les Âmes sœurs, 1997 ((en) Kindred Spirits, 1991) par Mark Anthony et Ellen Porath
- 2.21 L'Éternel Voyageur, 1997 ((en) Wanderlust, 1991) par Mary Kirchoff et Steve Winter
- 2.22 Cœur sombre, 1997 ((en) Dark Heart, 1992) par Tina Danniell
- 2.23 La Règle et la Mesure, 1998 ((en) The Oath and the Mesure, 1992) par Michael Williams
- 2.24 La Pierre et l'Acier, 1998 ((en) Steel and stone, 1992) par Ellen Porath
- 2.25 Les Compagnons, 1998 ((en) The Companions, 1992) par Tina Danniell

##### Les Préludes de Lancedragon
- 2.26 L'Ombre et la Lumière, 1996 ((en) Darkness and Light, 1989) par Paul B. Thompson et Tonya R. Carter
- 2.27 Kendermore, 1996 ((en) Kendermore, 1989) par Mary Kirchoff
- 2.28 Les Frères Majere, 1996 ((en) Brothers Majere, 1989) par Kevin Stein
- 2.29 Rivebise, l'homme des plaines, 1997 ((en) Riverwind, the Plainsman, 1990) par Paul B. Thompson et Tonya R. Carter
- 2.30 Sa majesté Forgefeu, 1997 ((en) Flint the King, 1990) par Mary Kirchoff et Douglas Niles
- 2.31 Tanis, les années secrètes, 1997 ((en) Tanis, the Shadow Years, 1990) par Barbara Siegel et Scott Siegel

##### La Séquence de Raistlin
- 2.32 Une âme bien trempée, 2003 ((en) The Soulforge, 1998) par Margaret Weis et Tracy Hickman
- 2.33 Les Frères d'armes, 2003 ((en) Brothers in Arms, 1998) par Margaret Weis et Don Perrin

##### Les Contes de Lancedragon
- 2.34 Les Sortilèges de Krynn, 1999 ((en) The Magic of Krynn, 1987) présenté par Margaret Weis et Tracy Hickman
- 2.35 Les Petits Peuples de Krynn, 1999 ((en) Kender, Gully Dwarves and Gnomes, 1987) présenté par Margaret Weis et Tracy Hickman
- 2.36 Guerre et amour sur Krynn, 1999 ((en) Love and War, 1989) présenté par Margaret Weis et Tracy Hickman
- 2.37 (en) The Reign of Istar, 1992 présenté par Margaret Weis et Tracy Hickman
- 2.38 (en) The Cataclysm, 1992 présenté par Margaret Weis et Tracy Hickman
- 2.39 (en) The War of the Lance, 1992 présenté par Margaret Weis et Tracy Hickman
- 2.40 (en) The Best of Tales Volume One, 2000 présenté par Margaret Weis et Tracy Hickman
- 2.41 (en) The Best of Tales Volume Two, 2002 présenté par Margaret Weis et Tracy Hickman

##### La Trilogie des agresseurs
- 2.42 Devant le masque, 1998 ((en) Before the Mask, 1993) par Michael Williams et Teri Williams
- 2.43 L'Aile noire, 1998 ((en) The Black Wing, 1993) par Mary Kirchoff
- 2.44 L'Empereur d’Ansalonie, 1998 ((en) Emperor of Ansalon, 1993) par Douglas Niles

##### La Seconde Trilogie des agresseurs
- 2.45 Hederick le théocrate, 1999 ((en) Hederick the Theocrat, 1994) par Ellen Dodge Severson
- 2.46 Le Seigneur Toede, 1999 ((en) Lord Toede, 1994) par Jeff Grubb
- 2.47 La Reine des ténèbres, 1999 ((en) The Dark Queen, 1994) par Michael Williams et Teri Williams

### Le cinquième âge

#### Histoire principale
Le cinquième âge lance l'époque de Krynn sans magie, avec des nouveaux héros.
Chronologie : de 384 AC à 418 AC.

##### Dragons d'un nouvel âge
- 3.01 L'Aube d'un nouvel âge, 2000 ((en) Dawning of a new age, 1996) par Jean Rabe
- 3.02 (en) The Day of the Tempest, 1997 par Jean Rabe
- 3.03 (en) The Eve of the Maelstrom, 1998 par Jean Rabe

##### (The Dhamon Trilogy)
- 3.04 (en) Downfall, 2001 par Jean Rabe
- 3.05 (en) Betrayal, 2002 par Jean Rabe
- 3.06 (en) Redemption, 2003 par Jean Rabe

#### Suppléments à l'histoire principale
Romans présentant les changements sur Krynn après le second Cataclysme.
Chronologie : de 384 AC à 421 AC.

##### (Bridges of Time Series)
- 3.07 (en) Spirit of the Wind, 1998 par Chris Pierson
- 3.08 (en) Legacy of Steel, 1998 par Mary H. Herbert
- 3.09 (en) The Silver Stair=, 1999 par Jean Rabe
- 3.10 (en) The Rose and the Skull, 1999 par Jeff Crook
- 3.11 (en) Dezra's Quest, 1999 par Chris Pierson

##### (Crossroads)
- 3.12 (en) The Clandestine Circle, 2000 par Mary H. Herbert
- 3.13 (en) The Thieves' Guild, 2000 par Jeff Crook
- 3.14 (en) Dragon's Bluff, 2001 par Mary H. Herbert
- 3.15 (en) The Dragon Isles, 2002 par Stephen D. Sullivan
- 3.16 (en) The Middle of Nowhere, 2003 par Paul B. Thompson

##### La Séquence des Draconiens
- 3.17 La Brigade de l'apocalypse, 2004 ((en) The doom brigade, 1996) par Margaret Weis et Don Perrin
- 3.18 Mesures draconiennes, 2005 ((en) Draconian Mesures, 2000) par Margaret Weis et Don Perrin

##### (Tales of the Fifth Age)
- 3.19 (en) Relics and Omens, 1998 présenté par Margaret Weis et Tracy Hickman
- 3.20 (en) Heroes and Fools, 1999 présenté par Margaret Weis et Tracy Hickman
- 3.21 (en) Rebels and Tyrants, 2000 présenté par Margaret Weis et Tracy Hickman

### L'âge des mortels

#### Histoire principale
L'âge des mortels commence vraiment après la guerre des âmes.
Chronologie : de 421 AC au présent.

##### La Séquence de la guerre des âmes
- 4.01 Dragons d'un coucher de soleil, 2006 ((en) Dragons of a Fallen Sun, 2000) par Margaret Weis et Tracy Hickman
- 4.02 Dragons d'une étoile perdue, 2005 ((en) Dragons of a Lost Star, 2001) par Margaret Weis et Tracy Hickman
- 4.03 Dragons d'une lune disparue, 2005 ((en) Dragons of a Vanished Moon, 2002) par Margaret Weis et Tracy Hickman

##### La Trilogie du sombre disciple
- 4.04 Ambre et Cendres, 2009 ((en) Amber and Ashes, 2004) par Margaret Weis
- 4.05 Ambre et Acier, 2009 ((en) Amber and Iron, 2006) par Margaret Weis
- 4.06 Ambre et Sang, 2009 ((en) Amber and Blood, 2008) par Margaret Weis

#### Suppléments à l'histoire principale
Romans supplémentaires, histoire touchant à la période de la guerre des âmes
Chronologie : de 421 AC au présent.

##### La Séquence de l'âge des mortels
- 4.07 Le Fléau des abysses, 2004 ((en) Conundrum, 2001) par Jeff Crook
- 4.08 La Lionne des Kagonestis, 2004 ((en) The Lioness, 2002) par Nancy Vanian Berberick
- 4.09 Le Maître de Thorbardin, 2004 ((en) Dark Thane, 2003) par Jeff Crook
- 4.10 (en) Prisoner of Haven, 2004 par Nancy Varian Berberick
- 4.11 (en) Wizard's Conclave, 2004 par Douglas Niles
- 4.12 (en) The Lake of Death, 2004 par Jean Rabe

##### (The Champions Series)
- 4.13 (en) Saving Solace, 2006 par Douglas W. Clark
- 4.14 (en) The Alien Sea, 2006 par Lucien Soulban
- 4.15 (en) The Great White Wrym, 2007 par Peter Archer
- 4.16 (en) Protecting Palanthas, 2007 par Douglas W. Clark

##### (Elven Exiles Trilogy)
- 4.17 (en) Sanctuary, 2005 par Paul B. Thompson et Tonya C. Cook
- 4.18 (en) Alliances, 2006 par Paul B. Thompson et Tonya C. Cook
- 4.19 (en) Destiny, 2007 par Paul B. Thompson et Tonya C. Cook

##### (The Linsha Trilogy)
- 4.20 (en) City of the Lost, 2003 par Mary H. Herbert
- 4.21 (en) Flight of the Fallen, 2004 par Mary H. Herbert
- 4.22 (en) Return of the Exile, 2005 par Mary H. Herbert

##### (The Minotaur Wars)
- 4.23 (en) Night of Blood, 2003 par Richard A. Knaak
- 4.24 (en) Tides of Blood, 2004 par Richard A. Knaak
- 4.25 (en) Empire of Blood, 2005 par Richard A. Knaak

##### (The Rise of Solamnia Trilogy)
- 4.26 (en) Lord of the Rose, 2005 par Douglas Niles
- 4.27 (en) The Crown and the Sword, 2006 par Douglas Niles
- 4.28 (en) The Measure and the Truth, 2007 par Douglas Niles

##### (The Stonetellers)
- 4.29 (en) The Rebellion, 2007 par Jean Rabe
- 4.30 (en) Death March, 2008 par Jean Rabe
- 4.31 (en) Goblin Nation, 2009 par Jean Rabe

##### (The Taladas Trilogy)
- 4.32 (en) Blades of the Tiger, 2005 par Chris Pierson
- 4.33 (en) Trail of the Black Wyrm, 2006 par Chris Pierson
- 4.34 (en) Shadow of the Flame, 2007 par Chris Pierson

##### (War of Souls - Anthologies)
- 4.35 (en) The Search for Magic: Tales From the War of Souls, 2001 présenté par Margaret Weis et Tracy Hickman
- 4.36 (en) The Search for Power: The Dragons From the War of Souls, 2004 présenté par Margaret Weis

### Historique

#### Histoire principale
Les romans explorent les périodes importantes comme le Cataclysme et la Guerre des Dragons.
Chronologie : de 1,020 PC à ~350 AC.

##### La Trilogie des héros
- 5.01 La Légende de Huma, 2000 ((en) The Legend of Huma, 1998) par Richard A. Knaak
- 5.02 L'Épée des tempêtes, 2000 ((en) Stormblade, 1998) par Nancy Vanian Berberick
- 5.03 Le Nid du scorpion, 2000 ((en) Weasel's Luck, 1998) par Michael Williams

##### La Séquence des héros
- 5.04 Kaz le Minotaure, 2001 ((en) Kaz the Minotaur, 1990) par Richard A. Knaak
- 5.05 Les Portes de Thorbardin, 2001 ((en) The Gates of Thorbardin, 1990) par Dan Parkinson
- 5.06 La Tanière du mal, 2001 ((en) Galen Beknighted, 1990) par Michael Williams

##### La Trilogie du prêtre-roi
- 5.07 L'Élu des dieux, 2006 ((en) Chosen of the God, 2001) par Chris Pierson
- 5.08 L'Ordre du marteau divin, 2006 ((en) Divine Hammer, 2002) par Chris Pierson
- 5.09 (en) Sacred Fire, 2003 par Chris Pierson

#### Supplément à l'histoire principale
Le supplément historique explique les histoires de plusieurs peuples et races de Krynn
Chronologie : de 9,000 PC à ~350 AC.

##### La Séquence des barbares
- 5.10 Les Fils de la plaine, 2003 ((en) Children of the Plains, 2000) par Tonya C. Cook et Paul B. Thompson
- 5.11 Le Frère du dragon, 2003 ((en) Brother of the dragon, 2001) par Tonya C. Cook et Paul B. Thompson
- 5.12 La Sœur de l'épée, 2003 ((en) Sister of the Sword, 2002) par Tonya C. Cook et Paul B. Thompson

##### La Séquence des nains
- 5.13 Le Pacte de la forge, 2001 ((en) The Covenant of the Forge, 1993) par Dan Parkinson
- 5.14 La Hache et le Marteau, 2001 ((en) Hammer and Axe, 1993) par Dan Parkinson
- 5.15 Le Parchemin du fourreau, 2001 ((en) The Swordheath Scroll, 1993) par Dan Parkinson

##### Nations elfiques
- 5.16 Le Premier Fils, 2000 ((en) Firstborn, 1991) par Paul B. Thompson et Tonya R. Carter
- 5.17 Les Guerres fratricides, 2000 ((en) Kinslayer Wars, 1991) par Douglas Niles
- 5.18 La Terre de nos pères, 2000 ((en) The Qualinesti, 1991) par Paul B. Thompson et Tonya R. Carter

##### La Trilogie de l'Ergoth
- 5.19 Le Périple d'un guerrier, 2005 ((en) A Warrior's Journey, 2003) par Tonya C. Cook et Paul B. Thompson
- 5.20 Le Destin du sorcier, 2005 ((en) The Wizard's Fate, 2004) par Tonya C. Cook et Paul B. Thompson
- 5.21 La Justice du héros, 2006 ((en) A Hero's Justice, 2004) par Paul B. Thompson

##### La Séquence du mur de glace
- 5.22 Le Messager, 2004 ((en) Dark Theme, 2000) par Douglas Niles
- 5.23 L'Orbe de la désolation, 2004 ((en) The Golden Orb, 2002) par Douglas Niles
- 5.24 L'Ultime Forteresse, 2004 ((en) Winterheim, 2003) par Douglas Niles

##### La Séquence des premiers peuples
- 5.25 La Légende des Kagonesti, 2003 ((en) The Kagonesti, 1989) par Douglas Niles
- 5.26 Les Chroniques des Irda, 2003 ((en) The Irda, 1995) par Linda P. Baker
- 5.27 La Saga des Dargonestis, 2003 ((en) The Dargonesti, 1995) par Paul B. Thompson et Tonya C. Cook
- 5.28 La Nation minotaure, 2005 ((en) Land of Minotaurs, 1996) par Richard A. Knaak
- 5.29 Les Nains des ravins, 2005 ((en) The Gully Dwarves, 1996) par Dan Parkinson
- 5.30 Les Dragons, 2005 ((en) The Dragons, 1996) par Douglas Niles

##### (Lost Legends)
- 5.31 (en) Vinas Solamnus, 1997 par J. Robert King
- 5.32 (en) Fistandantilus Reborn, 1997 par Douglas Niles

##### (The Warriors)
- 5.33 (en) Knights of the Crown, 1995 par Roland J. Green
- 5.34 (en) Maquesta Kar-Thon, 1995 par Tina Daniell
- 5.35 (en) Knights of the Sword, 1995 par Roland J. Green
- 5.36 (en) Theros Ironfeld, 1996 par Don Perrin
- 5.37 (en) Knights of the Rose, 1996 par Roland J. Green
- 5.38 (en) Lord Soth, 1996 par Edo Van Belkom
- 5.39 (en) The Wayward Knights, 1997 par Roland J. Green

### (New Adventures(Young Adult))

#### (Young Adult Chronicles)
- 6.01 (en) A Rumor of Dragons, 2003 par Margaret Weis et Tracy Hickman
- 6.02 (en) Night of the Dragons, 2003 par Margaret Weis et Tracy Hickman
- 6.03 (en) The Nightmare Lands, 2003 par Margaret Weis et Tracy Hickman
- 6.04 (en) To The Gates of Palanthas, 2003 par Margaret Weis et Tracy Hickman
- 6.05 (en) Hope's Flame, 2003 par Margaret Weis et Tracy Hickman
- 6.06 (en) A Dawn of Dragons, 2004 par Margaret Weis et Tracy Hickman

#### (New Adventures)
- 6.07 (en) Temple of the Dragonslayer, 2004 par Tim Waggoner
- 6.08 (en) The Dying Kingdom, 2004 par Stephen D. Sullivan
- 6.09 (en) The Dragon Well, 2004 par Dan Willis
- 6.10 (en) Return of the Sorceress, 2004 par Tim Waggoner
- 6.11 (en) Dragon Sword, 2005 par Ree Soesbee
- 6.12 (en) Dragon Day, 2005 par Stan Brown
- 6.13 (en) Dragon Knight, 2005 par Dan Willis
- 6.14 (en) Dragon Spell, 2005 par Jeff Sampson

#### (Trinistyr Trilogy)
- 6.15 (en) Wizard's Curse, 2005 par Christina Woods
- 6.16 (en) Wizard's Betrayal par Jeff Samspon
- 6.17 (en) Wizard's Return par Dan Willis

#### (Elidor Trilogy)
- 6.18 (en) Crown of Thieves par Ree Soesbee
- 6.19 (en) The Crystal Chalice, 2006 par Ree Soesbee
- 6.20 (en) City of Fortune, 2006 par Ree Soesbee

#### (The Suncatcher Trilogy)
- 6.21 (en) The Wayward Wizard, 2006 par Jeff Sampson
- 6.22 (en) The Ebony Eye, 2007 par Jeff Sampson
- 6.23 (en) The Stolen Sun, 2007 par Jeff Sampson

#### (The Goodlund Trilogy)
- 6.24 (en) Warrior's Heart, 2006 par Stephen D. Sullivan
- 6.25 (en) Warrior's Blood, 2007 par Stephen D. Sullivan
- 6.26 (en) Warrior's Bones, 2007 par Stephen D. Sullivan

#### (Elements)
- 6.27 (en) Pillar of Flame, 2007 par Ree Soesbee
- 6.28 (en) Queen of the Sea, 2007 par Ree Soesbee
- 6.29 (en) Tempest's Vow, 2008 par Ree Soesbee

### Non classé

#### (Dwarf Home Trilogy)
- 7.01 (en) The Secret of Pax Tharkas, 2007 par Douglas Niles

#### (The Ogre Titans)
- 7.02 (en) The Black Talon, 2007 par Richard A. Knaak
- 7.03 (en) The Fire Rose, 2008 par Richard A. Knaak
- 7.04 (en) The Gargoyle King, 2009 par Richard A. Knaak

## Romans publiés en français

### Aux éditionsCarrerede 1986 à 1990
- L'Histoire des dragons vol.1, 1986 ((en) Dragons of autumn twilight, 1984) par Margaret Weis et Tracy Hickman
- L'Histoire des dragons vol.2, 1987 ((en) Dragons of winter night, 1985) par Margaret Weis et Tracy Hickman
- L'Histoire des dragons vol.3, 1987 ((en) Dragons of spring dawning, 1985) par Margaret Weis et Tracy Hickman
- Légendes des Lancedragon vol.4, 1988 ((en) Time of the Twins, 1986) par Margaret Weis et Tracy Hickman
- Légendes des Lancedragon vol.5, 1988 ((en) War of the Twins, 1986) par Margaret Weis et Tracy Hickman
- Légendes des Lancedragon vol.6, 1988 ((en) Test of the Twins, 1986) par Margaret Weis et Tracy Hickman
- Contes des Lancedragon vol.7, 1990 ((en) The Magic of Krynn, 1987) présenté par Margaret Weis et Tracy Hickman
- Contes des Lancedragon vol.8, 1990 ((en) Kender, Gully Dwarves and Gnomes, 1987) présenté par Margaret Weis et Tracy Hickman
- Contes des Lancedragon vol.9, 1990 ((en) Love and War, 1989) présenté par Margaret Weis et Tracy Hickman

### Aux éditionsFleuve noirdepuis 1997, grand format
- HS-01 - Dragons d'une flamme d'été, 1997 ((en) Dragons of Summer Flame, 1995) par Margaret Weis et Tracy Hickman
- HS-02 - Deuxième génération, 1999 ((en) The Second Generation, 1994) par Margaret Weis et Tracy Hickman
- HS-03 - Une âme bien trempée, 1999 ((en) The Soulforge, 1998) par Margaret Weis et Tracy Hickman
- HS-04 - Les frères d'armes, 2000 ((en) Brothers in Arms, 1998) par Margaret Weis et Don Perrin
- HS-05 - Les Dragons d'un coucher de soleil, 2001 ((en) Dragons of a Fallen Sun, 2000) par Margaret Weis et Tracy Hickman
- HS-06 - Dragons d'une étoile perdue, 2002 ((en) Dragons of a Lost Star, 2001) par Margaret Weis et Tracy Hickman
- HS-07 - Dragons d'une lune disparue, 2003 ((en) Dragons of a Vanished Moon, 2002) par Margaret Weis et Tracy Hickman
- HS-08 - La Brigade de l'apocalypse, 2004 ((en) The Doom Brigade, 1996) par Margaret Weis et Don Perrin
- HS-09 - Mesures draconiennes, 2005 ((en) Draconian Mesures, 2000) par Margaret Weis et Don Perrin
- HS-10 - D'ambre et de cendres, 2007 ((en) Amber and Ashes, 2004) par Margaret Weis

### Aux éditionsFleuve noirdepuis 1996, format de poche
- #01 - Dragons d'un crépuscule d’automne, 1996 ((en) Dragons of Autumn Twilight, 1984) par Margaret Weis et Tracy Hickman
- #02 - Dragons d'une nuit d’hiver, 1996 ((en) Dragons of Winter Night, 1985) par Margaret Weis et Tracy Hickman
- #03 - Dragons d'une aube de printemps, 1996 ((en) Dragons of Spring Dawning, 1985) par Margaret Weis et Tracy Hickman
- #04 - Le Temps des jumeaux, 1996 ((en) Time of the Twins, 1986) par Margaret Weis et Tracy Hickman
- #05 - La Guerre des jumeaux, 1996 ((en) War of the Twins, 1986) par Margaret Weis et Tracy Hickman
- #06 - L'Épreuve des jumeaux, 1996 ((en) Test of the Twins, 1986) par Margaret Weis et Tracy Hickman
- #07 - L'Ombre et la Lumière, 1996 ((en) Darkness and Light, 1989) par Paul B. Thompson et Tonya R. Carter
- #08 - Kendermore, 1996 ((en) Kendermore, 1989) par Mary Kirchoff
- #09 - Les Frères Majere, 1996 ((en) Brothers Majere, 1989) par Kevin Stein
- #10 - Rivebise, l'homme des plaines, 1997 ((en) Riverwind, the Plainsman, 1990) par Paul B. Thompson et Tonya R. Carter
- #11 - Sa Majesté Forgefeu, 1997 ((en) Flint the King, 1990) par Mary Kirchoff et Douglas Niles
- #12 - Tanis, les années secrètes, 1997 ((en) Tanis, the Shadow Years, 1990) par Kevin Stein, Barbara Siegel et Scott Siegel
- #13 - Les Âmes sœurs, 1997 ((en) Kindred Spirits, 1991) par Mark Anthony et Ellen Porath
- #14 - L'Éternel Voyageur, 1997 ((en) Wanderlust, 1991) par Mary Kirchoff et Steve Winter
- #15 - Cœur sombre, 1997 ((en) Dark Heart, 1992) par Tina Daniell
- #16 - La Règle et la Mesure, 1998 ((en) The Oath and the Mesure, 1992) par Michael Williams
- #17 - La Pierre et l'Acier, 1998 ((en) Steel and Stone, 1992) par Ellen Porath
- #18 - Les Compagnons, 1998 ((en) The Companions, 1992) par Tina Daniell
- #19 - Devant le masque, 1998 ((en) Before the Mask, 1993) par Michael Williams et Teri Williams
- #20 - L'Aile noire, 1998 ((en) The Black Wing, 1993) par Mary Kirchoff
- #21 - L'Empereur d’Ansolonie, 1998 ((en) Emperor of Ansalon, 1993) par Douglas Niles
- #22 - Les Sortilèges de Krynn, 1999 ((en) The Magic of Krynn, 1987) présenté par Margaret Weis et Tracy Hickman
- #23 - Les Petits Peuples de Krynn, 1999 ((en) Kender, Gully Dwarves and Gnomes, 1987) présenté par Margaret Weis et Tracy Hickman
- #24 - Hederick le Théocrate, 1999 ((en) Hederick the Theocrat, 1994) par Ellen Dodge Severson
- #25 - Le Seigneur Toede, 1999 ((en) Lord Toede, 1994) par Jeff Grubb
- #26 - La Reine des ténèbres, 1999 ((en) The Dark Queen, 1994) par Michael Williams et Teri Williams
- #27 - Amours et Guerres sur Krynn, 1999 ((en) Love and War, 1989) présenté par Margaret Weis et Tracy Hickman
- #28 - L'Aube d’un nouvel âge, 2000 ((en) Dawning of a New Age, 1996) par Jean Rabe
- #29 - Le Premier Fils, 2000 ((en) Firstborn, 1991) par Paul B. Thompson et Tonya R. Carter
- #30 - Les Guerres fratricides, 2000 ((en) Kinslayer Wars, 1991) par Douglas Niles
- #31 - La Terre de nos pères, 2000 ((en) The Qualinesti, 1991) par Paul B. Thompson et Tonya R. Carter
- #32 - La Légende de Huma, 2000 ((en) The Legend of Huma, 1998) par Richard A. Knaak
- #33 - L'Épée des tempêtes, 2000 ((en) Stormblade, 1998) par Nancy Vanian Berberick
- #34 - Le Nid du scorpion, 2000 ((en) Weasel's Luck, 1998) par Michael Williams
- #35 - Kaz le Minotaure, 2001 ((en) Kaz the Minotaur, 1990) par Richard A. Knaak
- #36 - Les Portes de Thorbardin, 2001 ((en) The Gates of Thorbardin, 1990) par Dan Parkinson
- #37 - La Tanière du mal, 2001 ((en) Galen Beknighted, 1990) par Michael Williams
- #38 - Le Pacte de la forge, 2001 ((en) The Covenant of the Forge, 1993) par Dan Parkinson
- #39 - La Hache et le Marteau, 2001 ((en) Hammer and Axe, 1993) par Dan Parkinson
- #40 - Le Parchemin du fourreau, 2001 ((en) The Swordheath Scroll, 1993) par Dan Parkinson
- #41 - Crime à Tharsis, 2001 ((en) Murder in Tarsis, 1996) par Maddox Roberts
- #42 - Dragons d'une flamme d’été, 2002 ((en) Dragons of Summer Flame, 1995) par Margaret Weis et Tracy Hickman
- #43 - La Nuit des trois lunes, 2002 ((en) Night of the Eye, 1994) par Mary Kirchoff
- #44 - Les Yeux de pierre, 2002 ((en) The Medusa Plague, 1994) par Mary Kirchoff
- #45 - La Septième Sentinelle, 2002 ((en) The Seventh Sentinel, 1995) par Mary Kirchoff
- #46 - Tempête sur Thorbardin, 2002 ((en) The Last Thane, 1998) par Douglas Niles
- #47 - La Dame en blanc aux yeux de cendres, 2002 ((en) Tears of the Night Sky, 1998) par Linda P. Baker et Nancy Varian Berberick
- #48 - Le Roi de paille, 2002 ((en) The Puppet King, 1999) par Douglas Niles
- #49 - Une âme bien trempée, 2003 ((en) The Soulforge, 1998) par Margaret Weis et Tracy Hickman
- #50 - Les Fils de la plaine, 2003 ((en) Children of the Plains, 2000) par Tonya C. Cook et Paul B. Thompson
- #51 - Le Frère du dragon, 2003 ((en) Brother of the Dragon, 2001) par Tonya C. Cook et Paul B. Thompson
- #52 - La Sœur de l'épée, 2003 ((en) Sister of the Sword, 2002) par Tonya C. Cook et Paul B. Thompson
- #53 - Les Frères d'armes, 2003 ((en) Brothers in Arms, 1998) par Margaret Weis et Don Perrin
- #54 - La Légende des Kagonesti, 2003 ((en) The Kagonesti, 1989) par Douglas Niles
- #55 - La Chronique des Irda, 2003 ((en) The Irda, 1995) par Linda P. Baker
- #56 - La Saga des Dargonestis, 2003 ((en) The Dargonesti, 1995) par Paul B. Thompson et Tonya C. Cook
- #57 - Le Fléau des abysses, 2004 ((en) Conundrum, 2001) par Jeff Crook
- #58 - La Lionne des Kagonestis, 2004 ((en) The Lioness, 2002) par Nancy Vanian Berberick
- #59 - Le Maître de Thorbardin, 2004 ((en) Dark Thane, 2003) par Jeff Crook
- #60 - Le Messager, 2004 ((en) Dark Theme, 2000) par Douglas Niles
- #61 - L'Orbe de la désolation, 2004 ((en) The Golden Orb, 2002) par Douglas Niles
- #62 - L'Ultime Forteresse, 2004 ((en) Winterheim, 2003) par Douglas Niles
- #63 - Dragons d'une étoile perdue, 2005 ((en) Dragons of a Lost Star, 2001) par Margaret Weis et Tracy Hickman
- #64 - La Nation minotaure, 2005 ((en) Land of Minotaurs, 1996) par Richard A. Knaak
- #65 - Les Nains des ravins, 2005 ((en) The Gully Dwarves, 1996) par Dan Parkinson
- #66 - Les Dragons, 2005 ((en) The Dragons, 1996) par Douglas Niles
- #67 - Dragons d’une lune disparue, 2005 ((en) Dragons of a Vanished Moon, 2002) par Margaret Weis et Tracy Hickman
- #68 - Le Périple d’un guerrier, 2005 ((en) A Warrior's Journey, 2003) par Tonya C. Cook et Paul B. Thompson
- #69 - Le Destin du sorcier, 2005 ((en) The Wizard's Fate, 2004) par Tonya C. Cook et Paul B. Thompson
- #70 - La Justice du héros, 2006 ((en) A Hero's Justice, 2004) par Paul B. Thompson
- #71 - L'Élu des dieux, 2006 ((en) Chosen of the God, 2001) par Chris Pierson
- #72 - Les Dragons d’un coucher de soleil, 2006 ((en) Dragons of a Fallen Sun, 2002) par Margaret Weis and Tracy Hickman
- #73 - L'Ordre du marteau divin, 2006 ((en) Divine Hammer, 2002) par Chris Pierson

### Aux éditionsMiladydepuis 2008, grand format (GF)

#### Chroniques de DragonLance
- Dragons d'un crépuscule d'automne, 2008 ((en) Dragons of autumn twilight, 1984) par Margaret Weis et Tracy Hickman
- Dragons d'une nuit d'hiver, 2008 ((en) Dragons of winter night, 1985) par Margaret Weis et Tracy Hickman
- Dragons d'une aube de printemps, 2008 ((en) Dragons of spring dawning, 1985) par Margaret Weis et Tracy Hickman

#### Chroniques perdues
- Dragons des profondeurs, 2008 ((en) Dragons of the Dwarven Depths, 2006) par Margaret Weis et Tracy Hickman
- Dragons des cieux, 2008 ((en) Dragons of the Highlord Skies, 2007) par Margaret Weis et Tracy Hickman
- Le Mage aux Sabliers (Janvier 2010 ((en) Dragons of the Hourglass Mage, 2009) par Margaret Weis et Tracy Hickman

#### Légendes de Dragonlance
- Le Temps des jumeaux, 2008 ((en) Time of the Twins, 1986) par Margaret Weis et Tracy Hickman
- La Guerre des jumeaux, 2008 ((en) War of the Twins, 1986) par Margaret Weis et Tracy Hickman
- L’Épreuve des jumeaux, 2009 ((en) Test of the Twins, 1986) par Margaret Weis et Tracy Hickman

#### La Guerre des âmes
- - Dragons d'un coucher de soleil, 2009 ((en) Dragons of a Fallen Sun, 2000) par Margaret Weis et Tracy Hickman
- - Dragons d'une étoile perdue, 2009 ((en) Dragons of a Lost Star, 2001) par Margaret Weis et Tracy Hickman
- - Dragons d'une lune disparue, 2009 ((en) Dragons of a Vanished Moon, 2002) par Margaret Weis et Tracy Hickman

### Nouvelles Chroniques
- - Deuxième génération, 2009 ((en) The Second Generation, 1994) par Margaret Weis et Tracy Hickman
- - Dragons d'une flamme d'été, 2009 ((en) Dragons of Summer Flame, 1995) par Margaret Weis et Tracy Hickman

### Le Sombre Disciple
- - Ambre et Cendres, 2009 ((en) Amber and Ashes, 2004) par Margaret Weis
- - Ambre et Acier, 2009 ((en) Amber and Iron, 2006) par Margaret Weis
- - Ambre et Sang, 2009 ((en) Amber and Blood, 2008) par Margaret Weis

### Les Chroniques de Raistlin
- - Une Âme bien trempée, 2010 ((en) The Soulforge, 1998) par Margaret Weis
- - Frères d'arme, 2010 ((en) Brothers in Arms, 1999) par Margaret Weis et Don Perrin

## Analyses
La série romanesque Lancedragon reprend plusieurs éléments de son univers à la Terre du Milieu de J. R. R. Tolkien : des peuples comme les elfes et les nains, ou le principe d'un groupe de personnages lancés dans une quête. Il intègre également d'autres influences très présentes dans la fantasy américaine de plus ou moins longue date : celle de Conan le Barbare de Robert E. Howard, paru dès les années 1930, et celle, plus directe, du jeu de rôle Donjons et Dragons, dont les prémices ludiques, les archétypes et le bestiaire influencent fortement les univers conçus pour ce jeu et les séries romanesques qui en dérivent, comme Lancedragon, les Royaumes oubliés et autres, au point que certains auteurs parlent de ludic fantasy à propos de ces romans,.
En France, Anne Besson, chercheuse spécialiste de la fantasy et des littératures de genre, remarque que la publication en français des romans Lancedragon s'est faite sous l'impulsion de Jacques Goimard au sein des éditions Fleuve noir, qui cherchait à « coller au marché » en publiant des séries romanesques adaptées de jeux de rôle. Les amateurs français, soucieux de défendre la science-fiction, ont dévalorisé ces séries. Elle remarque que la qualité de ces séries n'est pas à juger avec les critères de la littérarité et que leur traduction en français a contribué à l'émergence d'auteurs français et d'éditeurs qui ont commencé par publier ce type de novélisations avant de lancer des auteurs français. Besson qualifie Lancedragon d'univers partagé et remarque que la plupart des univers de ce type ont connu une création collective dès leurs débuts.
Au Canada, l'éditeur Les Intouchables imite la stratégie de Fleuve noir en publiant les romans de franchises ludiques dont Lancedragon, ce qui contribue à la forte diffusion du genre de la fantasy dans ce pays à partir des années 2000, conjointement à la parution des romans Harry Potter de J. K. Rowling et à la sortie de l'adaptation cinématographique du Seigneur des Anneaux par Peter Jackson.
Benjamin J. Robertson remarque qu'au vu du grand nombre des romans Lancedragon (plus de 200), l'ambition de la série romanesque surpasse de beaucoup celle des scénarios de Donjons et Dragons dont elle était au départ l'adaptation, que ce soit en termes d'étendue de l'univers, de profondeur chronologique ou encore de personnages et d'arcs narratifs. Il estime que Lancedragon pourrait former l'une des plus longues séries dans l'histoire de la fantasy, mais que la franchise dont la série fait partie tend à s'écarter des conventions de la fantasy générique.